# Восстание семи уделов
Восстание семи уделов (кит. трад. 七國之亂, упр. 七国之乱, пиньинь qī guó zhī luàn, 154 год до н. э.) — восстание удельных князей против центральных властей империи Хань.

## Предыстория
При основании империи Хань Лю Бан, невзирая ни на какие прошлые заслуги, отстранил от власти и истребил всех князей, не принадлежавших к его клану, включая своих соратников по борьбе за власть. Было провозглашено как принцип, что ни один человек, не принадлежавший к клану Лю, не может быть князем. Опираясь на этот принцип, Лю Бан создал для своих родственников, главным образом сыновей и братьев, наследственные уделы, которые заняли от трети до половины территории страны. Первоначально это позволило Лю Бану установить контроль над отдаленными частями империи через людей, преданных ему лично ввиду принадлежности к императорскому клану. Однако  во время царствования Сяовэнь-ди выявилась отрицательная сторона такой системы управления - растущая опасность сепаратизма, когда центральная власть обнаружила, что правители этих уделов присвоили себе очень большие полномочия, став полунезависимыми княжествами, устанавливая свои законы, чеканя свою монету и собирая собственные налоги. Многие князья практически игнорировали в своих уделах императорскую власть, что грозило уже распадом империи на ряд царств, как это было в предыдущую эпоху Сражающихся царств. Когда в 157 году до н. э. на императорский престол взошёл Лю Ци, самым мощным из этих удельных княжеств было княжество У (юг современной провинции Цзянсу, север Чжэцзяна, юг провинции Аньхой и север Цзянси), возглавляемое племянником Лю Бана Лю Пи. К политическим противоречиям добавился и личный конфликт - ещё в то время, когда Лю Ци был наследником престола, в столице Чанъань прибыл с официальным визитом Лю Сянь, наследник Лю Пи. Лю Сянь и Лю Ци сели играть в любо, и во время возникшего спора, когда Лю Сянь оскорбил Лю Ци, тот разгневался и в ответ швырнул в него тяжёлой доской для любо и случайно убил его. Смерть наследника стала причиной большой ненависти Лю Пи к новому императору.
Советник императора Чао Цо убедил его, что настало время уменьшить размеры наследственных уделов, чтобы они не составляли большой угрозы государству. Чао Цо соглашался с тем, что при попытке урезать владения У и прочие вассальные княжества действительно могут восстать. Но он считал, что если уж княжества восстанут, то пусть лучше сделают это раньше, чем позднее, когда они окажутся более подготовленными. Он предложил императору фактически самому спровоцировать восстание строптивых князей, наложив на них наказания за различные провинности.
Приняв предложенную Чао Цо стратегию, в 154 году император наложил следующие наказания на князей:
- у княжества Чу (север современных провинций Цзянсу и Аньхой) отбиралась область Дунхай в качестве наказания за то, что правивший в Чу князь Лю У имел любовную связь с вдовствующей императрицей Бо
- у княжества Чжао (центр и юг современной провинции Хэбэй) отбиралась область Чаншань в качестве наказания за какую-то неуказанную провинность
- у княжества Цзяоси (современный Вэйфан в провинции Шаньдун) отбирались шесть уездов за то, что князь Лю Ан растратил средства, выделенные на охрану побережья
- у княжества У отбирались области Хуэйцзи и Юйчжан в качестве наказания за различные провинности князя Лю Пи

## Восстание
В ответ на императорский указ часть князей подняли восстание. Восстали семь князей и все они принадлежали к императорскому клану:
- Лю Пи, князь удела У
- Лю У, князь удела Чу
- Лю Ан, князь удела Цзяоси
- Лю Сюнцюй, князь удела Цзяодун (примерно современный Циндао провинции Шаньдун)
- Лю Сянь, князь удела Цзычуань (примерно современный Вэйфан провинции Шаньдун)
- Лю Пигуан, князь удела Цзинань (примерно современный Цзинань провинции Шаньдун)
- Лю Суй, князь удела Чжао

### Происхождение семи князей
|                                  |                                  |                                  |                                  |                                  |                                  |  |  |                                        |                                        |                                        |                                        |                                        |                                        |                        |                        |                           |                           |                           |                           |                           |                           |  |  |                                                      |                                    |                                    |                                    |                                    |                                    |  |  |                          |                          |                          |                          |                          |                          |  |  |                                 |                                 |                                 |                                 |                                 |                                 |  |  | 7 князей                         |                                  |                                  |                                  |                                  |                                  |  |  |  |  |  |  |  |  |  |  |  |  |  |  |  |  |  |  |  |  |  |  |  |  |  |  |  |  |  |  |  |  |  |  |  |  |
|                                  |                                  |                                  |                                  |                                  |                                  |  |  |                                        |                                        |                                        |                                        |                                        |                                        |                        |                        |                           |                           |                           |                           |                           |                           |  |  | Лю Тайгун (отец-основатель династии) 刘太公 (太上皇) |                                    |                                    |                                    |                                    |                                    |  |  |                          |                          |                          |                          |                          |                          |  |  |                                 |                                 |                                 |                                 |                                 |                                 |  |  |                                  |                                  |                                  |                                  |                                  |                                  |  |  |  |  |  |  |  |  |  |  |  |  |  |  |  |  |  |  |  |  |  |  |  |  |  |  |  |  |  |  |  |  |  |  |  |  |
|                                  |                                  |                                  |                                  |                                  |                                  |  |  |                                        |                                        |                                        |                                        |                                        |                                        |                        |                        |                           |                           |                           |                           |                           |                           |  |  |                                                      |                                    |                                    |                                    |                                    |                                    |  |  |                          |                          |                          |                          |                          |                          |  |  |                                 |                                 |                                 |                                 |                                 |                                 |  |  |                                  |                                  |                                  |                                  |                                  |                                  |  |  |  |  |  |  |  |  |  |  |  |  |  |  |  |  |  |  |  |  |  |  |  |  |  |  |  |  |  |  |  |  |  |  |  |  |
|                                  |                                  |                                  |                                  |                                  |                                  |  |  |                                        |                                        |                                        |                                        |                                        |                                        |                        |                        |                           |                           |                           |                           |                           |                           |  |  |                                                      |                                    |                                    |                                    |                                    |                                    |  |  |                          |                          |                          |                          |                          |                          |  |  |                                 |                                 |                                 |                                 |                                 |                                 |  |  |                                  |                                  |                                  |                                  |                                  |                                  |  |  |  |  |  |  |  |  |  |  |  |  |  |  |  |  |  |  |  |  |  |  |  |  |  |  |  |  |  |  |  |  |  |  |  |  |
| Лю Си (князь Дай) 劉喜 (代顷王)  | Лю Си (князь Дай) 劉喜 (代顷王)  | Лю Си (князь Дай) 劉喜 (代顷王)  | Лю Си (князь Дай) 劉喜 (代顷王)  | Лю Си (князь Дай) 劉喜 (代顷王)  | Лю Си (князь Дай) 劉喜 (代顷王)  |  |  |                                        |                                        |                                        |                                        |                                        |                                        |                        |                        |                           |                           |                           |                           |                           |                           |  |  | Лю Бан (император) 刘邦                              | Лю Бан (император) 刘邦            | Лю Бан (император) 刘邦            | Лю Бан (император) 刘邦            | Лю Бан (император) 刘邦            | Лю Бан (император) 刘邦            |  |  |                          |                          |                          |                          |                          |                          |  |  |                                 |                                 |                                 |                                 |                                 |                                 |  |  | Лю Цзяо (князь Чу) 刘交 (楚元王) | Лю Цзяо (князь Чу) 刘交 (楚元王) | Лю Цзяо (князь Чу) 刘交 (楚元王) | Лю Цзяо (князь Чу) 刘交 (楚元王) | Лю Цзяо (князь Чу) 刘交 (楚元王) | Лю Цзяо (князь Чу) 刘交 (楚元王) |  |  |  |  |  |  |  |  |  |  |  |  |  |  |  |  |  |  |  |  |  |  |  |  |  |  |  |  |  |  |  |  |  |  |  |  |
| Лю Си (князь Дай) 劉喜 (代顷王)  | Лю Си (князь Дай) 劉喜 (代顷王)  | Лю Си (князь Дай) 劉喜 (代顷王)  | Лю Си (князь Дай) 劉喜 (代顷王)  | Лю Си (князь Дай) 劉喜 (代顷王)  | Лю Си (князь Дай) 劉喜 (代顷王)  |  |  |                                        |                                        |                                        |                                        |                                        |                                        |                        |                        |                           |                           |                           |                           |                           |                           |  |  | Лю Бан (император) 刘邦                              | Лю Бан (император) 刘邦            | Лю Бан (император) 刘邦            | Лю Бан (император) 刘邦            | Лю Бан (император) 刘邦            | Лю Бан (император) 刘邦            |  |  |                          |                          |                          |                          |                          |                          |  |  |                                 |                                 |                                 |                                 |                                 |                                 |  |  | Лю Цзяо (князь Чу) 刘交 (楚元王) | Лю Цзяо (князь Чу) 刘交 (楚元王) | Лю Цзяо (князь Чу) 刘交 (楚元王) | Лю Цзяо (князь Чу) 刘交 (楚元王) | Лю Цзяо (князь Чу) 刘交 (楚元王) | Лю Цзяо (князь Чу) 刘交 (楚元王) |  |  |  |  |  |  |  |  |  |  |  |  |  |  |  |  |  |  |  |  |  |  |  |  |  |  |  |  |  |  |  |  |  |  |  |  |
|                                  |                                  |                                  |                                  |                                  |                                  |  |  |                                        |                                        |                                        |                                        |                                        |                                        |                        |                        |                           |                           |                           |                           |                           |                           |  |  |                                                      |                                    |                                    |                                    |                                    |                                    |  |  |                          |                          |                          |                          |                          |                          |  |  |                                 |                                 |                                 |                                 |                                 |                                 |  |  |                                  |                                  |                                  |                                  |                                  |                                  |  |  |  |  |  |  |  |  |  |  |  |  |  |  |  |  |  |  |  |  |  |  |  |  |  |  |  |  |  |  |  |  |  |  |  |  |
| Лю Пи (князь У) 吴王 (刘濞)      | Лю Пи (князь У) 吴王 (刘濞)      | Лю Пи (князь У) 吴王 (刘濞)      | Лю Пи (князь У) 吴王 (刘濞)      | Лю Пи (князь У) 吴王 (刘濞)      | Лю Пи (князь У) 吴王 (刘濞)      |  |  |                                        |                                        |                                        |                                        | Лю Фэй (князь Ци) 刘肥                 | Лю Фэй (князь Ци) 刘肥                 | Лю Фэй (князь Ци) 刘肥 | Лю Фэй (князь Ци) 刘肥 | Лю Фэй (князь Ци) 刘肥    | Лю Фэй (князь Ци) 刘肥    |                           |                           |                           |                           |  |  | Хуэй-ди (император) 刘盈                             | Хуэй-ди (император) 刘盈           | Хуэй-ди (император) 刘盈           | Хуэй-ди (император) 刘盈           | Хуэй-ди (император) 刘盈           | Хуэй-ди (император) 刘盈           |  |  | Вэнь-ди (император) 刘恒 | Вэнь-ди (император) 刘恒 | Вэнь-ди (император) 刘恒 | Вэнь-ди (император) 刘恒 | Вэнь-ди (император) 刘恒 | Вэнь-ди (император) 刘恒 |  |  | Лю Ю (князь Чжао) 刘友 (赵王)   | Лю Ю (князь Чжао) 刘友 (赵王)   | Лю Ю (князь Чжао) 刘友 (赵王)   | Лю Ю (князь Чжао) 刘友 (赵王)   | Лю Ю (князь Чжао) 刘友 (赵王)   | Лю Ю (князь Чжао) 刘友 (赵王)   |  |  | Лю Инкэ (князь Чу) 刘郢客        | Лю Инкэ (князь Чу) 刘郢客        | Лю Инкэ (князь Чу) 刘郢客        | Лю Инкэ (князь Чу) 刘郢客        | Лю Инкэ (князь Чу) 刘郢客        | Лю Инкэ (князь Чу) 刘郢客        |  |  |  |  |  |  |  |  |  |  |  |  |  |  |  |  |  |  |  |  |  |  |  |  |  |  |  |  |  |  |  |  |  |  |  |  |
| Лю Пи (князь У) 吴王 (刘濞)      | Лю Пи (князь У) 吴王 (刘濞)      | Лю Пи (князь У) 吴王 (刘濞)      | Лю Пи (князь У) 吴王 (刘濞)      | Лю Пи (князь У) 吴王 (刘濞)      | Лю Пи (князь У) 吴王 (刘濞)      |  |  |                                        |                                        |                                        |                                        | Лю Фэй (князь Ци) 刘肥                 | Лю Фэй (князь Ци) 刘肥                 | Лю Фэй (князь Ци) 刘肥 | Лю Фэй (князь Ци) 刘肥 | Лю Фэй (князь Ци) 刘肥    | Лю Фэй (князь Ци) 刘肥    |                           |                           |                           |                           |  |  | Хуэй-ди (император) 刘盈                             | Хуэй-ди (император) 刘盈           | Хуэй-ди (император) 刘盈           | Хуэй-ди (император) 刘盈           | Хуэй-ди (император) 刘盈           | Хуэй-ди (император) 刘盈           |  |  | Вэнь-ди (император) 刘恒 | Вэнь-ди (император) 刘恒 | Вэнь-ди (император) 刘恒 | Вэнь-ди (император) 刘恒 | Вэнь-ди (император) 刘恒 | Вэнь-ди (император) 刘恒 |  |  | Лю Ю (князь Чжао) 刘友 (赵王)   | Лю Ю (князь Чжао) 刘友 (赵王)   | Лю Ю (князь Чжао) 刘友 (赵王)   | Лю Ю (князь Чжао) 刘友 (赵王)   | Лю Ю (князь Чжао) 刘友 (赵王)   | Лю Ю (князь Чжао) 刘友 (赵王)   |  |  | Лю Инкэ (князь Чу) 刘郢客        | Лю Инкэ (князь Чу) 刘郢客        | Лю Инкэ (князь Чу) 刘郢客        | Лю Инкэ (князь Чу) 刘郢客        | Лю Инкэ (князь Чу) 刘郢客        | Лю Инкэ (князь Чу) 刘郢客        |  |  |  |  |  |  |  |  |  |  |  |  |  |  |  |  |  |  |  |  |  |  |  |  |  |  |  |  |  |  |  |  |  |  |  |  |
|                                  |                                  |                                  |                                  |                                  |                                  |  |  |                                        |                                        |                                        |                                        |                                        |                                        |                        |                        |                           |                           |                           |                           |                           |                           |  |  |                                                      |                                    |                                    |                                    |                                    |                                    |  |  |                          |                          |                          |                          |                          |                          |  |  |                                 |                                 |                                 |                                 |                                 |                                 |  |  |                                  |                                  |                                  |                                  |                                  |                                  |  |  |  |  |  |  |  |  |  |  |  |  |  |  |  |  |  |  |  |  |  |  |  |  |  |  |  |  |  |  |  |  |  |  |  |  |
| Лю Пигуан (князь Цзинани) 刘辟光 | Лю Пигуан (князь Цзинани) 刘辟光 | Лю Пигуан (князь Цзинани) 刘辟光 | Лю Пигуан (князь Цзинани) 刘辟光 | Лю Пигуан (князь Цзинани) 刘辟光 | Лю Пигуан (князь Цзинани) 刘辟光 |  |  | Лю Сянь (князь Цзычуаня) 刘贤 (菑川王) | Лю Сянь (князь Цзычуаня) 刘贤 (菑川王) | Лю Сянь (князь Цзычуаня) 刘贤 (菑川王) | Лю Сянь (князь Цзычуаня) 刘贤 (菑川王) | Лю Сянь (князь Цзычуаня) 刘贤 (菑川王) | Лю Сянь (князь Цзычуаня) 刘贤 (菑川王) |                        |                        | Лю Ан (князь Цзяоси) 刘卬 | Лю Ан (князь Цзяоси) 刘卬 | Лю Ан (князь Цзяоси) 刘卬 | Лю Ан (князь Цзяоси) 刘卬 | Лю Ан (князь Цзяоси) 刘卬 | Лю Ан (князь Цзяоси) 刘卬 |  |  | Лю Сюнцюй (князь Цзяодуна ) 刘雄渠                   | Лю Сюнцюй (князь Цзяодуна ) 刘雄渠 | Лю Сюнцюй (князь Цзяодуна ) 刘雄渠 | Лю Сюнцюй (князь Цзяодуна ) 刘雄渠 | Лю Сюнцюй (князь Цзяодуна ) 刘雄渠 | Лю Сюнцюй (князь Цзяодуна ) 刘雄渠 |  |  | Цзин-ди (император) 刘启 | Цзин-ди (император) 刘启 | Цзин-ди (император) 刘启 | Цзин-ди (император) 刘启 | Цзин-ди (император) 刘启 | Цзин-ди (император) 刘启 |  |  | Лю Суй (князь Чжао) 刘遂 (赵王) | Лю Суй (князь Чжао) 刘遂 (赵王) | Лю Суй (князь Чжао) 刘遂 (赵王) | Лю Суй (князь Чжао) 刘遂 (赵王) | Лю Суй (князь Чжао) 刘遂 (赵王) | Лю Суй (князь Чжао) 刘遂 (赵王) |  |  | Лю У (князь Чу) 刘戊             | Лю У (князь Чу) 刘戊             | Лю У (князь Чу) 刘戊             | Лю У (князь Чу) 刘戊             | Лю У (князь Чу) 刘戊             | Лю У (князь Чу) 刘戊             |  |  |  |  |  |  |  |  |  |  |  |  |  |  |  |  |  |  |  |  |  |  |  |  |  |  |  |  |  |  |  |  |  |  |  |  |

## Формирование коалиции семи княжеств
Сначала к восстанию хотели присоединиться ещё два княжества — Ци (в центре современной провинции Шаньдун) и Цзибэй (северо-запад современной провинции Шаньдун), но  по различным причинам они не сделали этого. Князь удела Ци в последний момент перешел на сторону центральной власти и решил бороться с мятежными князьями, а князь Цзибэя Лю Чжи был арестован начальником своей гвардии, который таким образом воспрепятствовал совершенно неразумному, на его мнению, выступлению своего господина против императора. Восставшие князья уговаривали ещё трёх князей выступить против императора, но те не пожелали восстать и присоединиться к их коалиции: Лю Ань, князь Хуайнани (примерно современный Луань провинции Аньхой), Лю Цы, князь Луцзяна (современный Чаоху провинции Аньхой), и Лю Бо, князь Хэншани (часть современного Луаня провинции Аньхой). Восставшие князья также обратились за помощью к независимым государствам Дунхай (в современной провинции Чжэцзян) и Миньюэ (в современной провинции Фуцзянь), а также к северным хунну. В ответ на этот призыв Дунхай и Миньюэ послали войска, но хунну, несмотря на первоначальное согласие, не сделали этого.

## Развитие восстания и первые поражения императорской армии
В рамках пропагандистской кампании семь князей заявили, что Чао Цо, якобы, желает уничтожить княжества вообще, и что для удовлетворения гнева князей необходимо его казнить.
Четыре княжества, расположенные вокруг Ци, решили захватить удел Ци, сохранивший верность императору, и разделить его владения между собой. Силы Чжао направились на запад, но остановились, ожидая подхода войск У и Чу, считавшиеся основными силами восстания. Лю Пи решил сначала сконцентрировать силы и уничтожить княжество Лян (восток современной провинции Хэнань). Княживший в Лян младший брат императора Лю У поначалу потерпел ряд поражений, и был вынужден отступить в свою столицу Суйян (в современном Шанцю провинции Хэнань), которую осадили войска У и Чу.
Император назначил Чжоу Яфу командовать войсками, отправленными против главных сил восставших. Чжоу Яфу отправил Ли Цзи атаковать Чжао, а Луань Бу — попытаться снять осаду Суйяна. Для координации действий Ли Цзи и Луань Бу над ними был поставлен Доу Ин, разместивший штаб-квартиру в Инъяне (современный Чжэнчжоу провинции Хэнань).
Вскоре, однако, император перед лицом мощного восстания князей запаниковал. Поддавшись страху, он по совету Юань Ана — врага Чао Цо — казнил Чао Цо и его семью для удовлетворения требования восставших князей. После этого он отправил Юань Ана и Лю Туна (племенник Лю Пи, служивший министром по делам императорского рода) к Лю Пи уговорить его прекратить восстание. Однако Лю Пи, чьё требование казни Чао Цо было лишь пропагандой, не стал этого делать, а вместо этого заключил Юань Ана и Лю Туна под стражу, сказав им, что его настоящая цель — стать императором Востока (Юань Ану вскоре удалось бежать).

## Основной театр боевых действий — победа над княжествами У и Чу
Чжоу Яфу убедил императора, что наилучшей стратегией будет не нападать напрямую на войска У и Чу, а миновать Лян, предоставив княжеству защищаться самому, и перерезать линии снабжения У и Чу. Император согласился, и Чжоу Яфу выехал из столицы в Инъян, где концентрировались войска. Князья отправили убийц перехватить Чжоу Яфу, но тот, предупреждённый, поехал кружным маршрутом, и добрался в целости и сохранности.
Приняв командование над войсками, Чжоу Яфу двинулся к Чанъи (в современном Цзинине провинции Шаньдун) с целью перерезать линии снабжения У и Чу. В это время Лян находилось в большой опасности, и Лю У слал гонца за гонцом к Чжоу Яфу с просьбой о помощи, которых тот игнорировал. Опасаясь за брата, император приказал Чжоу Яфу немедленно идти на помощь Лян, но Чжоу Яфу опять отказался, а вместо этого отправил кавалерию с задачей перерезать коммуникации Чу и У.
Избранная им стратегия оказалась эффективной. Будучи не в состоянии быстро победить Лян, княжества У и Чу отправили на северо-восток генералов Хань Аньго и Чжан Юя атаковать Чжоу Яфу. Но тот не стал выходить на полевое сражение, а вместо этого сосредоточился на обороне своего лагеря. Не сумев одержать решающей победы и над Чжоу Яфу, войска У и Чу начали страдать от голода и стали сокращаться в числе из-за дезертирства солдат. Лю Пи бежал в Дунхай, но тамошний властитель убил его и стал искать мира с империей Хань. Чуский князь Лю У совершил самоубийство.

## Разгром четырёх княжеств Цзяоси, Цзяодун, Цзычуань, Цзинань
Войска четырёх княжество осадили столицу Ци город Линьцзы (в современном Цзыбо провинции Шаньдун). Лю Цзянлюй — князь Ци — подумывал сдаться мятежникам, но в итоге сумел продержаться до подхода правительственных войск генералов Луань Бу и Цао Ци, которые разбили войска четырёх княжеств. Однако после этого власти узнали, что изначально Лю Цзянлюй планировал присоединиться к заговору. Оказавшись не в состоянии дать удовлетворительное объяснение своим действиям в отношении центральной власти, князь совершил самоубийство. Тем не менее император, простил его посмертно и позволил его сыну Лю Шоу унаследовать княжество.
Правители четырёх восставших княжеств были не столь удачливы. Хань Туйдан написал Лю Ану (князю Цзяоси) письмо, угрожая полностью уничтожить его княжество, если он не сдастся. Лю Ан сдался, и ему было позволено совершить самоубийство. Остальные три восставших князя были схвачены и казнены. Владения этих четырех княжеств были конфискованы центральным правительством.

## Победа над Чжао
После этого из всех восставших княжеств несдавшимся оставалось только Чжао. Ли Цзи поначалу не удалось взять чжаоскую столицу Ханьдань, но когда сюнну, поняв, что Чжао, скорее всего, потерпит поражение, не стали приходить на помощь, чжаоские надежды рухнули. Луань Бу, вернувшись из Ци, присоединился к Ли Цзи, и, разрушив плотины, они затопили стены Ханьданя. Чжаоский князь Лю Суй совершил самоубийство.
Цзибэйский князь Лю Чжи, изначально желавший присоединиться к восстанию, не разделил их судьбы. Его чиновник Гунсунь Хо сумел убедить лянского князя Лю У, что Лю Чжи лишь для виду собирался присоединиться к восстанию, а на самом деле внёс вклад в его поражение. После вмешательства Лю У Лю Чжи был прощён, и ему даже было передано княжество Цзайчуань.

## Итоги
Восстание семи князей было подавлено всего за три месяца. Если бы оно увенчалось успехом, империя фактически распалась бы, превратившись бы в конфедерацию княжеств. Император Лю Ци не стал карать и отбирать владения у князей, непричастных к восстанию и сохранил в целом систему удельных княжеств. Но  поражение восставших князей привело к тому, что мощь князей и размеры их уделов были значительно уменьшены, а контроль центрального правительства над ними был усилен.